# Roland Baar
Roland Baar (n. 12 aprilie 1965, Osterholz-Scharmbeck, Republica Federală Germania, Germania – d. 23 iunie 2018, Velpke, Saxonia Inferioară, Germania) a fost un canotor german, medaliat olimpic. A participat la 3 ediții ale Jocurilor Olimpice (1988, 1992, 1996) în care a câștigat o medalie de argint și o medalie de bronz.